# بخش فارمر (شهرستان دیفاینس، اوهایو)
بخش فارمر (به انگلیسی: Farmer Township) یک منطقهٔ مسکونی در ایالات متحده آمریکا است که در شهرستان دفیانس، اوهایو واقع شده‌است.
 بخش فارمر ۹۴٫۶۵ کیلومتر مربع مساحت و ۹۶۳ نفر جمعیت دارد و ۲۲۷ متر بالاتر از سطح دریا واقع شده‌است.